# غوستافو هويت
غوستافو هويت (بالإسبانية: Gustavo Huet Bobadilla)‏ هو لاعب رماية مكسيكي، ولد في 22 نوفمبر 1912 في مدينة مكسيكو في المكسيك، وتوفي في 20 نوفمبر 1951 في ولاية بويبلا في المكسيك.

## وصلات خارجية
- غوستافو هويت على موقع أوليمبيديا (الإنجليزية)